# (3668) Ilfpetrov
(3668) Ilfpetrov es un asteroide perteneciente al cinturón de asteroides, descubierto el 21 de octubre de 1982 por Liudmila Karachkina desde el Observatorio Astrofísico de Crimea (República de Crimea).

## Designación y nombre
Designado provisionalmente como 1982 UM7 . Fue nombrado Ilfpetrov en honor a los escritores rusos Il'ya Arnol'dovich Feinsilberg y Yevgueni Petrov autores de los libros "Las doce sillas" y "El becerro de oro".